# Rhynchopsitta
Rhynchopsitta és un gènere d'ocells de la família dels psitàcids. El gènere va ser descrit pel naturalista francès Charles Lucien Bonaparteç. Els dos tàxons existents es consideraven subespècies d'una sola espècie, abans de ser dividits.

## Taxonomia
Segons la Classificació del Congrés Ornitològic Internacional (versió 2.5, 2010) aquest gènere està format per dues espècies:
- Cotorra de Sierra Madre Occidental (Rhynchopsitta pachyrhyncha)
- Cotorra de Sierra Madre Oriental (Rhynchopsitta terrisi)